# Lycium pilifolium
Lycium pilifolium là loài thực vật có hoa trong họ Cà. Loài này được C.H. Wright mô tả khoa học đầu tiên.